# Maisons aux 10-11-12, rue Latérale à Riquewihr
Les maisons aux 10-11-12, rue Latérale forment un monument historique situé à Riquewihr, dans le département français du Haut-Rhin.

## Localisation
Ces bâtiments sont situés aux 10-11-12, rue Latérale à Riquewihr.

## Historique
L'édifice fait l'objet d'une inscription au titre des monuments historiques depuis 1997.

## Architecture

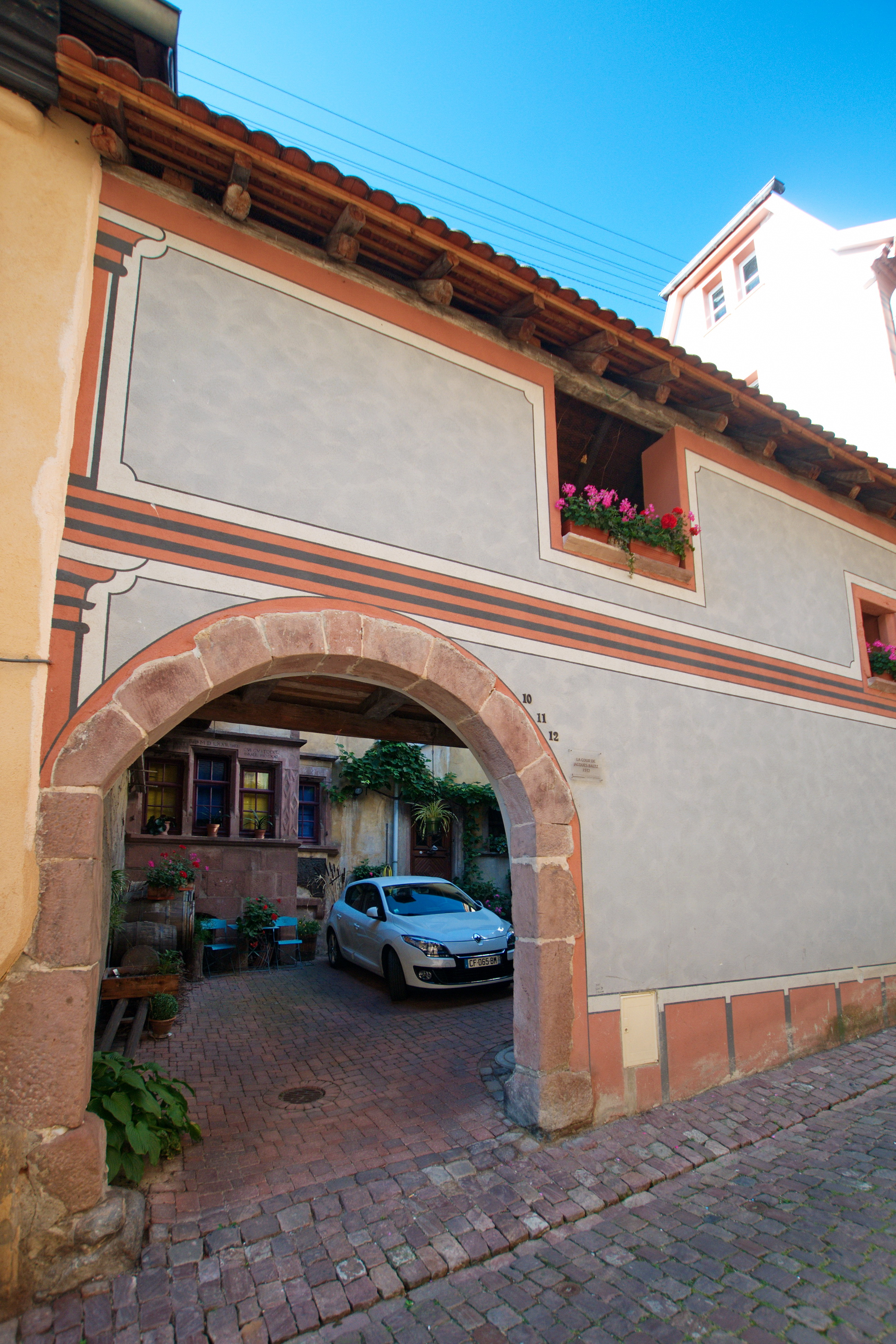
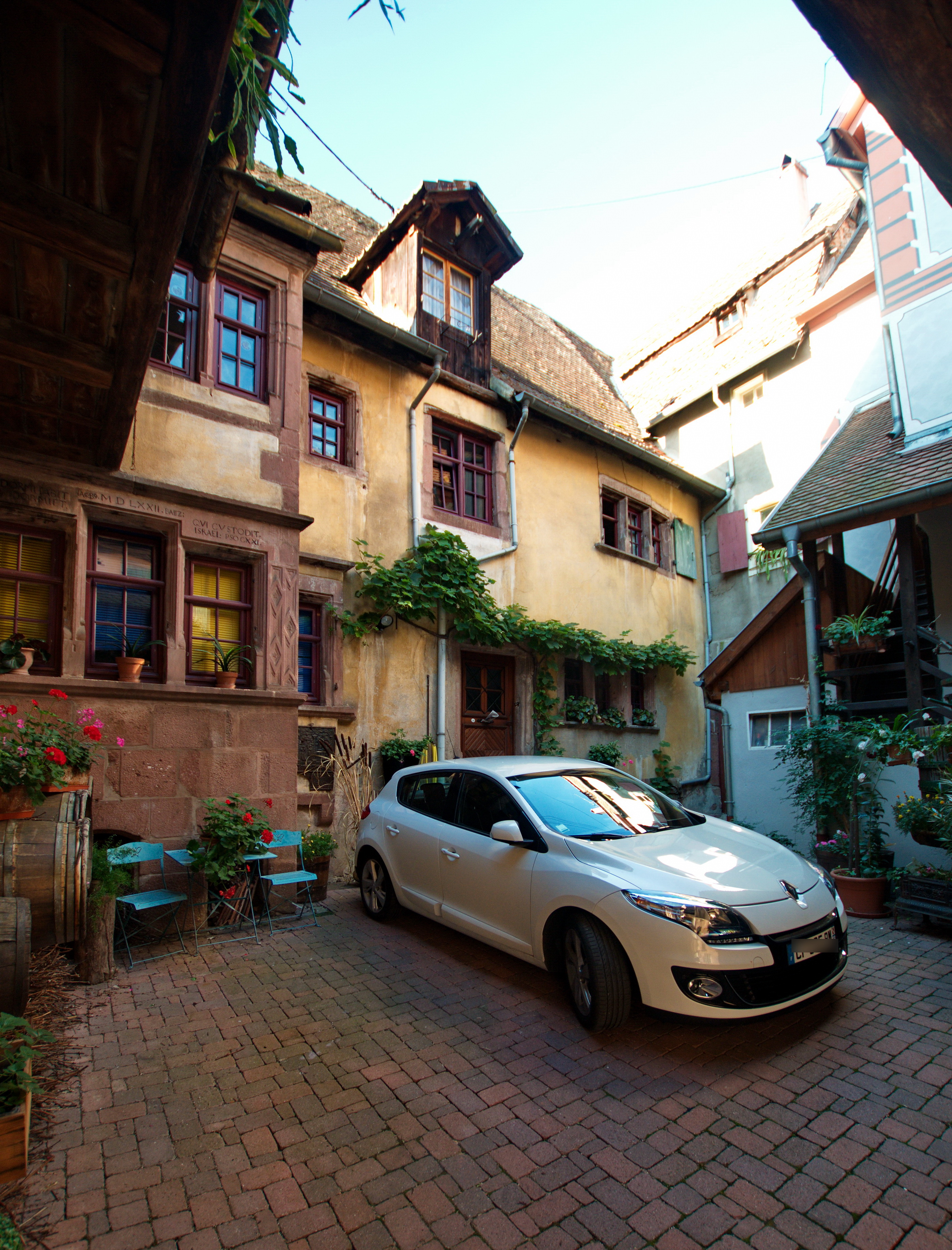
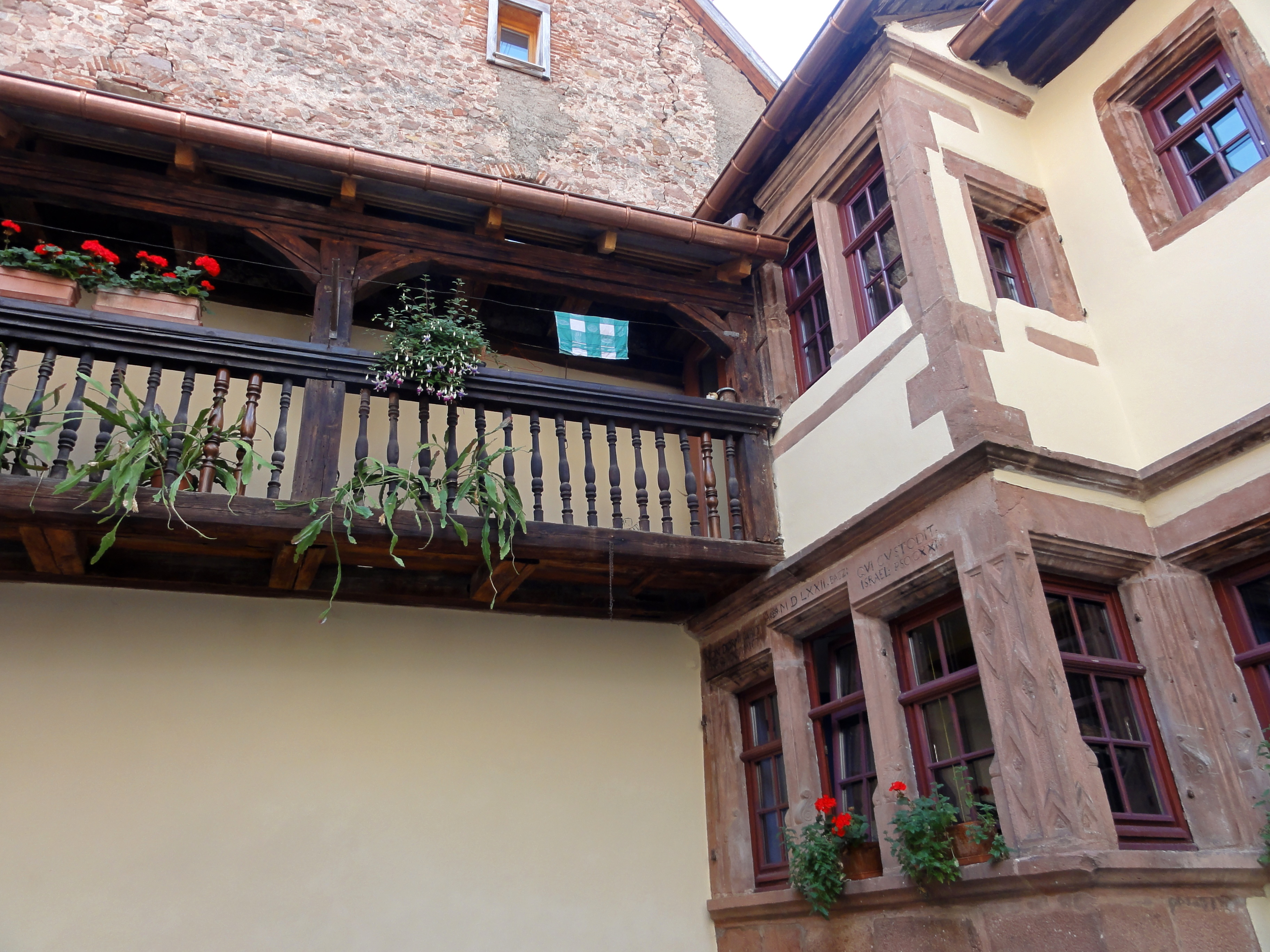